# Petane
Petane – wieś w Słowenii, w gminie miejskiej Novo mesto. W 2018 roku liczyła 38 mieszkańców. 